# Merilnik hitrosti
Merilnik hitrosti (pogovorno: pištola za merjenje hitrosti), je naprava za merjenje hitrosti premikajočih se predmetov. Uporablja se pri izvajanju meritev hitrosti premikajočih se vozil ter pogosto tudi pri profesionalnih športih, kot je na primer merjenje hitrosti bowling krogle, udarca bejzbolske žogice, pri tenisu ter pri šprinterjih oz. drugih tekaških športih.
Radarska pištola deluje na osnovi Dopplerjeve radarske enote, ki je lahko ročna, nameščeni na vozilu ali statična. Dopplerjev pojav je fizikalni pojav kjer zaradi gibanja vira, opazovalca ali obeh nastane navidezna razlika v valovni dolžini zvoka ali svetlobe. Dopplerjev pojav je značilen za vsako valovanje, če se opazovalec ali vir valovanja gibljeta drug glede na drugega. Pojavi se sprememba frekvence oziroma valovne dolžine. Opazovalec, ki se giblje proti zvočnemu viru sliši višjo frekvenco, kot če se oddaljuje.Take naprave se pogosto uporabljajo za merjenje omejitve hitrosti, čeprav dandanes imamo že bolj sodobne instrumente za merjenje hitrosti in sicer LIDAR pištola, pri kateri uporabljamo impulzno lasersko svetlobo namesto radarja. Z LIDAR pištolami se je začela zamenjavo navadnih radar pištol v prvem desetletju enaindvajsetega stoletja, zaradi omejitev, povezanih z majhnim radar sistemom.

## Zgodovina
Radar za merjenje hitrosti je iznašel John L. Barker Sr. v sodelovanju s Ben Midlock, kateri je razvil radar za vojsko, v tem ko je bil zaposlen pri podjetju, Automatic Signal Company(podjetje za avtomatizirano signalizacijo v Norwalku, CT med drugo svetovno vojno. S prva je podjetje Grumman aircraft company prišlo do Automatic Signal s problemom poškodbe pristajalnega podvozja, zdaj legendarnega letala PBY Catalina. Barker in Midlock sta naredila prvi Dopplerjev radar tako, da sta zalotala pločevinke od kave in s tem naredila mikrovalovne transmitorje. Naprava je bila montirana na koncu steze(na Grummanovem letališču v NY) in usmerjena direktno gor proti letalu, da je izmerila hitrost padanja letala. Po vojni sta Barker in Midlock testirala radar v kraju Merritt Parkway. Leta 1947, je bil sistem testiran s strani Connecticut državne policije v kraju Glastonbury. Testiran je bil za nadzor prometa in izdajanja opozoril o prehitri vožnji. V začetku februarja 1949, je državna policija začela izdajati kazni za prehitro vožnjo. Kazni so bazirale na hitrosti katero je zabeležil radar. Leta 1948 je bil radar tudi uporabljen v Garden City-u in New York-u.

## Kako deluje

### Dopplerjev pojav
hitrostni radarji uporabljajo dopplerjev efekt za merjenje hitrosti. Radarska pištola je sestavljena tako kot vsi ostali radarji, imajo oddajnik in sprejemnik. Najprej pošljejo radijski signal v ozkem žarku in potem dobijo odboj enakega signala, kateri se odbije od tarče. zaradi pojava, ki se mu reče dopplerjev pojav glede na to ali se tarča približuje ali oddaljuje se frekvenca signala spremeni in iz te razlike oz. spremembe radarska pištola izračuna hitrost tarče od katere se signal odbija. Hitrost je podana po naslednji enačbi:

### Stacionarni radar
Po sprejemu povratnega valovanja, se ustvari signal, ki ga dobimo tako, da združimo povratno valovanje z delom začetnega valovanja. Enako kot note pri glasbi. Če zaigramo dve različni noti skupaj dobimo glas ali ton. (reče se mu heterodin) in električno vezje izmeri to frekvenco z digitalnim števcem in potem prikaže za zaslonu. Prikazana vrednost je hitrost tarče.
Ker radarska pištola meri hitrost med pištolo in tarčo, mora biti pištola stacionarna oz. na mestu, da dobimo pravilno meritev. Če bi merili iz premikajočega vozila bi dobili drugačno hitrost, zato ker bi merili glede na premikajoče se vozilo in ne glede na cesto. Za merjenje iz avta se uporablja drugačen sistem

### Premikajoči se radar
Tako imenovani "premikajoči radar", prejme odbiti signal od tarče in stacionarnih/mirujočih objektov kot na primer cesta, prometni znaki, zaščitne ograje in javna razsvetljava. Namesto da bi primerjala frekvenco signala odbitega od tarče z oddanim signalom, primerja signal tarče z okoliškim signalom(signal odbit od ozadja). Razlika v frekvenci med tema dvema signaloma(signal tarče in okolice) je prava hitrost tarče.

### Smernice za oblikovanje
Moderna radarska pištola po navadi obratuje s X, K, Ka, in v Evropi Ku valovnimi dolžinami. Radarske pištole, ki delujejo s X valovno dolžino (8 d0 12 GHz) so vedno manj v uporabi ker proizvajajo močan in lahko sledljiv signal. In še večina avtomatskega zaklepanja(centralno, na daljinec) na avtomobilih deluje na X valovni dolžini in lahko s tem zmoti signal pištole. Kot rezultat tega sta najbolj uporabljeni frekvenci K in Ka.
Nekateri udeleženci v prometu uporabljajo detektorje radarja, kateri jih lahko opozori na prisotnost radarja in mikrovalovni signali radarja lahko tudi spremenijo kvaliteto sprejema radia(AM pa FM so frekevence za radio) če je radio nastavljen na šibko postajo. Iz teh razlogov imajo ročni radarji stikalo za vklop/izklop in radar se prižiga takrat ko bo merilec izvedel meritev. Detektorji radarja so v nekaterih deželah prepovedani.

## Omejitve
Prometni radarji se dostopni v različnih oblikah. Ročni modeli se največkrat polnijo z baterijami in večino časa so uporabljeni kot stacionarna metoda vsiljevanja hitrostne omejitve. Stacionarni radarji so lahko nameščeni na policijska vozila in imajo eno ali dve anteni. Mobilen radar se uporablja kot že ime pove med vožnjo policijskega vozila in so lahko zelo napredni, sposobni slediti vozilom,ki se približujejo in oddaljujejo tako od naprej kot od zadaj. Sposobni so tudi slediti več tarčam naenkrat. Lahko tudi sledi najhitrejši tarči v izbranem radarskem žarku, od naprej ali od zadaj.

### Velikosti
Osnovna ovira ročnih radarjev je velikost. Premer radarske antene če je manjši od nekaj centimetrov omejuje usmerjenost radarskega valovanja. To se lahko delno kompenzira s povečanjem frekvence. Omejitve glede velikosti lahko privedejo do tega, da pri ročnih radarjih lovimo več objektov naenkrat znotraj vidnega polja uporabnika.
Radarska antena na najbolj uporabljenih ročnih radarjih ima premer približno 5 cm. Žarek energije signala takega radarja z uporabo X- valovne dolžine ustvari stožec, kateri se razteza 22 stopinj okrog linije vidnega polja in 44 stopinj po celotni širini. Temu žarku se reče glavno polje/žarek. Obstaja tudi stransko polje, katero se nahaja od 22 do 66 stopinj vstran od linije vidnega polja. Obstajajo še druga polja ampak stranska polja so okoli 20 krat manj občutljiva kot glavno polja, čeprav stranska polja zaznavajo premikajoče objekte v bližini. Primarno vidno polje je široko približno 130 stopinj. K-valovna dolžina zmanjša to polje na približno 65 stopinj, Ka-valovna dolžina pa na okoli 40 stopinj. Stranska polja se lahko izničijo in s tem zmanjšamo radarsko vidno polje, ampak so potrebne dodatne antene in kompleksna vezja kar omeji uporabo zaradi cene zato jih uporabljajo samo vojska, kontrola zračnega prometa in meteorološke agencije.